# Federação de Voleibol de Samoa
A Federação de Voleibol de Samoa  (em inglêsː Volleyball Samoa Federation,VSF) é  uma organização fundada em 1984 que governa a pratica de voleibol em Samoa, sendo membro da Federação Internacional de Voleibol e da Confederação Asiática de Voleibol, a entidade é responsável por  organizar  os campeonatos nacionais de  voleibol masculino e feminino no país.